# Luxemburg az olimpiai játékokon
Luxemburg sportolói összesen 29 olimpián vettek részt. A Luxemburgi Olimpiai és Sportbizottságot 1912-ben alapították meg, így a luxemburgi olimpikonok már részt vehettek az az évi stockholmi játékokon.
Az utóbbi időkben került köztudomásra, hogy Michael Théato, aki az 1900-as párizsi játékokon versenyzett francia színekben, luxemburgi származású volt, ennek ellenére az általa nyert maratonért járó aranyat a NOB nem Luxemburgnak, hanem Franciaországnak jegyzi.
Luxemburg a téli olimpiai játékokon 1928-ban vett részt első alkalommal, és mindössze 7 téli játékokon képviseltette magát, ennek ellenére Luxemburg volt az egyike az első téli játékokon részt vevő országoknak, ám viszonylag kevés versenyszámban indultak. A hét olimpiájuk alatt két érmet szereztek: mindkettő ezüst, és Marc Girardelli nyerte 1992-ben.
Az ország St. Moritz-i első, és garmisch-partenkircheni második szereplése után Luxemburg tíz téli játékokon nem indított olimpikont. Az ország kis tengerszint feletti magassága miatt (a legmagasabb pont mindössze 560 méter magas) Luxemburgnak kis létszámú sportolója volt a téli sportok terén.
Azonban Marc Girardelli, az osztrák születésű alpesisíző felfedezése újabb lehetőséget adott az országnak a visszatérésre 1988-ban. A következő téli olimpiai játékokon, 1992-ben Albertville-ben Girardelli megnyerte Luxemburg első két téli olimpiai érmét az óriás-műlesiklás és a szuperóriás-műlesiklás versenyszámokban.
Sem Girardelli, sem Luxemburg nem szerzett érmet téli olimpiai játékon 1992 óta, de az ország visszatérését a téli játékokra nagyban elősegítette a következő sportünnepeken a két korcsolyázó, Patrick Schmit (1998-ban) és Fleur Maxwell (2006-ban).

## Érmesek
| Érem  | Név             | Olimpia           | Sport      | Versenyszám                  |
| ----- | --------------- | ----------------- | ---------- | ---------------------------- |
| Ezüst | Joseph Alzin    | 1920. Antwerpen   | Súlyemelés | Férfi nehézsúly              |
| Arany | Josy Barthel    | 1952. Helsinki    | Atlétika   | Férfi 1500 m                 |
| Ezüst | Marc Girardelli | 1992. Albertville | Alpesisí   | Férfi óriás-műlesiklás       |
| Ezüst | Marc Girardelli | 1992. Albertville | Alpesisí   | Férfi szuperóriás-műlesiklás |

## Éremtáblázatok

### Érmek a nyári olimpiai játékokon
| Olimpia              | Arany          | Ezüst          | Bronz          | Összesen       |
| 1896, Athén          | nem vett részt | nem vett részt | nem vett részt | nem vett részt |
| 1900, Párizs         | 0              | 0              | 0              | 0              |
| 1904, St. Louis      | nem vett részt | nem vett részt | nem vett részt | nem vett részt |
| 1908, London         | nem vett részt | nem vett részt | nem vett részt | nem vett részt |
| 1912, Stockholm      | 0              | 0              | 0              | 0              |
| 1920, Antwerpen      | 0              | 1              | 0              | 1              |
| 1924, Párizs         | 0              | 0              | 0              | 0              |
| 1928, Amszterdam     | 0              | 0              | 0              | 0              |
| 1932, Los Angeles    | nem vett részt | nem vett részt | nem vett részt | nem vett részt |
| 1936, Berlin         | 0              | 0              | 0              | 0              |
| 1948, London         | 0              | 0              | 0              | 0              |
| 1952, Helsinki       | 1              | 0              | 0              | 1              |
| 1956, Melbourne      | 0              | 0              | 0              | 0              |
| 1960, Róma           | 0              | 0              | 0              | 0              |
| 1964, Tokió          | 0              | 0              | 0              | 0              |
| 1968, Mexikóváros    | 0              | 0              | 0              | 0              |
| 1972, München        | 0              | 0              | 0              | 0              |
| 1976, Montréal       | 0              | 0              | 0              | 0              |
| 1980, Moszkva        | 0              | 0              | 0              | 0              |
| 1984, Los Angeles    | 0              | 0              | 0              | 0              |
| 1988, Szöul          | 0              | 0              | 0              | 0              |
| 1992, Barcelona      | 0              | 0              | 0              | 0              |
| 1996, Atlanta        | 0              | 0              | 0              | 0              |
| 2000, Sydney         | 0              | 0              | 0              | 0              |
| 2004, Athén          | 0              | 0              | 0              | 0              |
| 2008, Peking         | 0              | 0              | 0              | 0              |
| 2012, London         | 0              | 0              | 0              | 0              |
| 2016, Rio de Janeiro | 0              | 0              | 0              | 0              |
| 2020, Tokió          | 0              | 0              | 0              | 0              |
| Összesen             | 1              | 1              | 0              | 2              |

### Érmek a téli olimpiai játékokon
| Olimpia                      | Arany          | Ezüst          | Bronz          | Összesen       |
| 1924, Chamonix               | nem vett részt | nem vett részt | nem vett részt | nem vett részt |
| 1928, St. Moritz             | 0              | 0              | 0              | 0              |
| 1932, Lake Placid            | nem vett részt | nem vett részt | nem vett részt | nem vett részt |
| 1936, Garmisch-Partenkirchen | 0              | 0              | 0              | 0              |
| 1948–1984                    | nem vett részt | nem vett részt | nem vett részt | nem vett részt |
| 1952, Oslo                   | 0              | 0              | 0              | 0              |
| 1956, Melbourne              | 0              | 0              | 0              | 0              |
| 1960, Squaw Valley           | 0              | 0              | 0              | 0              |
| 1964, Innsbruck              | 0              | 0              | 0              | 0              |
| 1968, Grenoble               | 0              | 0              | 0              | 0              |
| 1972, Szapporo               | 0              | 0              | 0              | 0              |
| 1976, Innsbruck              | nem vett részt | nem vett részt | nem vett részt | nem vett részt |
| 1980, Lake Placid            | 0              | 0              | 0              | 0              |
| 1984, Szarajevó              | 0              | 0              | 0              | 0              |
| 1988, Calgary                | 0              | 0              | 0              | 0              |
| 1992, Albertville            | 0              | 2              | 0              | 2              |
| 1994, Lillehammer            | 0              | 0              | 0              | 0              |
| 1998, Nagano                 | 0              | 0              | 0              | 0              |
| 2002, Salt Lake City         | nem vett részt | nem vett részt | nem vett részt | nem vett részt |
| 2006, Torino                 | 0              | 0              | 0              | 0              |
| 2010, Vancouver              | nem vett részt | nem vett részt | nem vett részt | nem vett részt |
| 2014, Szocsi                 | 0              | 0              | 0              | 0              |
| 2018, Phjongcshang           | 0              | 0              | 0              | 0              |
| 2022, Peking                 | 0              | 0              | 0              | 0              |
| Összesen                     | 0              | 2              | 0              | 2              |

## Érmek sportáganként

### Érmek a nyári olimpiai játékokon sportáganként
| Luxemburg érmei a nyári olimpiai játékokon sportáganként | Luxemburg érmei a nyári olimpiai játékokon sportáganként | Luxemburg érmei a nyári olimpiai játékokon sportáganként | Luxemburg érmei a nyári olimpiai játékokon sportáganként | Az olimpiai zászlaja |

| Sportág    | Arany | Ezüst | Bronz | Összesen |
| ---------- | ----- | ----- | ----- | -------- |
| Atlétika   | 1     | 0     | 0     | 1        |
| Súlyemelés | 0     | 1     | 0     | 1        |
| Összesen   | 1     | 1     | 0     | 2        |

### Érmek a téli olimpiai játékokon sportáganként
| Luxemburg érmei a téli olimpiai játékokon sportáganként | Luxemburg érmei a téli olimpiai játékokon sportáganként | Luxemburg érmei a téli olimpiai játékokon sportáganként | Luxemburg érmei a téli olimpiai játékokon sportáganként | Az olimpiai zászlaja |

| Sportág  | Arany | Ezüst | Bronz | Összesen |
| -------- | ----- | ----- | ----- | -------- |
| Alpesisí | 0     | 2     | 0     | 2        |
| Összesen | 0     | 2     | 0     | 2        |